# Estação Gare du Nord (Metrô de Paris)
Gare du Nord é uma das estações do Metrô de Paris, situada em Paris, entre a Estação Barbès - Rochechouart, a Estação Gare de l'Est e a Estação Stalingrad. Faz parte da Linha 4 e da Linha 5. Com 47,8 milhões de passageiros de entrada em 2008, ela se tornou a estação mais movimentada da rede a frente de Saint-Lazare.

## História
Foi inaugurada em 15 de novembro de 1907, com a extensão da Linha 5. Em 21 de abril de 1908 foi inaugurada a estação da Linha 4. Ela localiza-se no cruzamento do Boulevard Denain com a Rua de Dunkerque. Serve o 10.º arrondissement de Paris.
Em 2004, esta estação era a mais movimentada do metrô de Paris, com 36,24 milhões de entradas diretas. Em 2011, 48 146 629 passageiros entraram nesta estação. Ele viu a entrada de 49 977 513 passageiros em 2013, o que o coloca na primeira posição entre as estações de metrô por sua frequência.

## Serviços aos passageiros

### Acessos
O acesso à estação projetado em 1900 pelo arquiteto Hector Guimard pela Compagnie générale du Métropolitain de Paris é inscrito monumento histórico desde 29 de maio de 1978.
Faz parte de um dos quatro acessos:
- Acesso: 9, Boulevard de Denain;
- Acesso: 17, Rue de Dunkerque;
- Acesso: 18, Rue de Dunkerque;
- Acesso: Gare SNCF.

### Plataformas
As estações das duas linhas são de configuração padrão: elas compreendem duas plataformas laterais enquadrando duas vias sob uma abóbada elíptica. No entanto, a estação da linha 4 também possui uma extensão posterior, reconhecível por seu teto muito mais alto e seu mezanino.
Como parte da automatização da linha 4, suas plataformas foram atualizadas de 12 de março a 21 de junho de 2018 para receber portas de plataforma. Estas foram instaladas entre setembro e outubro de 2019.
As plataformas da linha 5 são decoradas no estilo "Andreu-Motte": os cenários são laranjas, mas as telhas são brancas e biseladas. Os quadros publicitários são metálicos e o nome da estação é indicada em placas esmaltadas, em fonte Parisine.

### Intermodalidade
A partir da estação, é possível, graças às conexões subterrâneas, chegar aos RER B e D, a Estação de Magenta do RER E, bem como a estação La Chapelle da linha 2.
A estação é servida pelas linhas 26, 31, 35, 38, 39, 43, 45, 46, 48, 54, 56, 91, 302 e pela linha de vocação turística OpenTour da rede de ônibus RATP e, à noite, pelas linhas N01, N02, N14, N43, N44, N140 e N143 da rede Noctilien.

## Pontos turísticos
- Gare du Nord
- Lycée Lamartine
- Igreja de Saint-Vincent-de-Paul